# Gösta Kjellertz
Karl Gösta Kjellertz, ursprungligen Nilsson, född 26 januari 1912 i Matteus församling i Stockholm, död 2 april 1984 i Limhamn, Malmö, var en svensk violinist, skådespelare och operettsångare (baryton).

## Biografi
Kjellertz studerade violin och sång vid Musikkonservatoriet i Stockholm och i Italien, Schweiz, Österrike och Tyskland 1927–1932. Han scendebuterade som violinist 1929 på Klippans sommarteater och hade därefter engagemang 1930–1934 på Chinabiografen, Berns salonger och på Skansen.
Efter att ha skadat handen övergick han till skådespeleri och sång, först på Oscarsteatern 1934 och sedan vid Stockholmsoperan 1935–1942 där han debuterade som Silvio i Pajazzo 1935. Efter gästspel 1940 och 1941 blev han fast engagerad vid Stora Teatern, Göteborg fram till sin pensionering 1965. Han debuterade där som Edvin i Czardasfurstinnan. Under sin karriär spelade Kjellertz sammanlagt 429 roller.
Filmdebuten ägde rum 1931 i Gustaf Molanders En natt och han kom att medverka i drygt 10 filmproduktioner.
Åren 1966–1969 var han även lärare vid Statens Scenskola. Han har skrivit boken Sångteknik. Sången, dess anatomi, fysiologi och teknik, som utkom 1973.
Utanför scenen gjorde sig Kjellertz känd som fotograf, amatörmålare och idrottsman.
Kjellertz gjorde en tidig insjungning av ”Gamle Svarten” 1935. Texten var en svensk översättning gjord av Sven-Olof Sandberg av den amerikanska ”Old Faithful”. Cacka Israelsson hade en stor framgång med samma låt 1954.
Gösta Kjellertz är gravsatt i minneslunden på Limhamns kyrkogård.

## Filmografi
- 1931 – En natt
- 1932 – Värmlänningarna
- 1932 – Pojkarna på Storholmen
- 1936 – Skeppsbrutne Max
- 1937 – Snövit och de sju dvärgarna (prinsen, originaldubb)
- 1942 – Löjtnantshjärtan
- 1944 – Fattiga riddare
- 1946 – Djurgårdskvällar
- 1957 – Klarar Bananen Biffen?

## Teater

### Roller (ej komplett)
| År   | Roll                            | Produktion                                                                           | Regi                    | Teater          |
| ---- | ------------------------------- | ------------------------------------------------------------------------------------ | ----------------------- | --------------- |
| 1934 | Vicomte Fernand de Champlatreux | Lilla helgonet Hervé, Henri Meilhac och Albert Millaud                               | Nils Johannisson        | Oscarsteatern   |
| 1934 | Moritz von Schwind              | Jungfruburen Alfred Maria Willner, Heinz Reichert, Franz Schubert och Heinrich Berté | Nils Johannisson        | Oscarsteatern   |
| 1939 | Greve Danilo                    | Glada änkan Franz Lehár                                                              | Ragnar Hyltén-Cavallius | Kungliga Operan |
| 1941 | Kolomán Zsupan                  | Grevinnan Mariza Emmerich Kálmán, Julius Brammer och Alfred Grünwald                 |                         | Kungliga Operan |
| 1942 |                                 | Blåjackor Lajos Lajtai, André Barde och Lauri Wylie                                  | Leif Amble-Naess        | Stora Teatern   |
| 1942 | Gaylord Ravenal                 | Teaterbåten Jerome Kern och Oscar Hammerstein II                                     | Leif Amble-Naess        | Oscarsteatern   |
| 1943 |                                 | Roberta Jerome Kern och Otto Harbach                                                 | Leif Amble-Naess        | Oscarsteatern   |
| 1943 | Rudolf Otto Ferdinand           | Tre valser Oscar Straus, Paul Knepler och Armin Robinson                             | Leif Amble-Naess        | Oscarsteatern   |
| 1944 | Steve Rhodes                    | Serenad Staffan Tjerneld och Lajos Lajtai                                            | Leif Amble-Naess        | Oscarsteatern   |
| 1946 | Frank                           | Eskapad Lajos Lajtai och Staffan Tjerneld                                            | William Mollison        | Oscarsteatern   |

## Diskografi
- Det var bättre förr!: melodier från den gamla goda tiden. Vol. 3a. 1941–45. CD. Universal 060251730651. 2007. – Innehåll: 1. Löjtnantshjärtan (Sylvain, Dahlquist). Arne Hülphers orkester; 2. Ekovisan (Sylvain, Thorén). Arne Hülphers orkester.
- Melodier som bedåra 1944. CD. Universal 060251720433. 2007. – Innehåll: Musik ur operetten Serenad (Lajtai, Tjerneld). Jerry Högstedts orkester: 5. Vi möts och vi skiljs; 6. Midnattssången.